# Перші Коростелі
Перші Коросте́лі (рос. Первые Коростели) — село у складі Угловського району Алтайського краю, Росія. Входить до складу Круглянської сільської ради.

## Населення
Населення — 91 особа (2010; 114 у 2002).
Національний склад (станом на 2002 рік):
- росіяни — 89 %